# Consolida uechtritziana
Consolida uechtritziana là một loài thực vật có hoa trong họ Mao lương. Loài này được (Pancic ex Huth) Soó mô tả khoa học đầu tiên năm 1922.